# Pineda d'en Gori
La pineda d'en Gori és un bosc de pi blanc (Pinus halepensis) del municipi de Palamós (Baix Empordà), lliure d'edificacions, que s'estén al costat del camí de ronda, entre la platja de la Fosca i la cala de s'Alguer, aquesta última declarada Bé Cultural d'Interès Nacional. Era un bosc privat, però amb la modificació del Pla d'Ordenació Urbanística Municipal (POUM) de 2008, la part costanera del bosc, al voltant del camí de ronda, va passar a ser de propietat municipal.
En la part més allunyada del mar, que segueix sent privada, el 2018 s'hi van construir dos blocs d'habitatges, malgrat les protestes de veïns, que es van organitzar en la plataforma Salvem la Pineda d'en Gori, per a evitar la tala d'arbres. Hi ha un projecte, en litigi, per a la construcció d'un tercer bloc.